# 波赫丹尼夫卡 (奧澤爾納市鎮)
49°40′48″N 25°17′54″E / 49.68000°N 25.29833°E
波赫丹尼夫卡（烏克蘭語：Богданівка），是烏克蘭的村落，位於該國西部捷爾諾波爾州，由捷爾諾波爾區的奧澤爾納市鎮負責管轄，處於沃蘇什卡河畔，始建於1598年，面積1.12平方公里，2001年人口203。